# Mariä-Himmelfahrt-Kathedrale (Chabab)

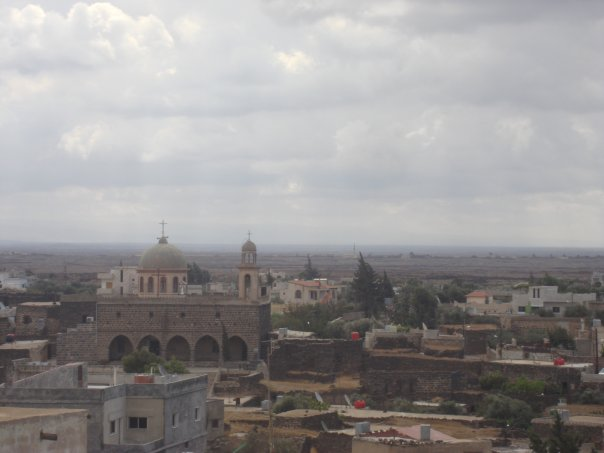
Mariä-Himmelfahrt-Kathedrale in Chabab, 2009

Die Mariä-Himmelfahrt-Kathedrale (arabisch كاتدرائية سيدة الانتقال, DMG Kātidrāʾīyat Sayyidat al-Intiqāl) ist die Kathedrale der Erzeparchie Bosra und Hauran der melkitischen griechisch-katholischen Kirche in Chabab (خبب) in Syrien. Die Kirche wurde um das Jahr 900 errichtet.

## Geschichte
Das Christentum hat in Chabab bereits eine sehr lange Präsenz. Für die Kathedrale von Chabab, die als wichtigstes Baudenkmal Chababs gilt, wird als Datum der Errichtung das Jahr 900 angegeben. Anfang des 18. Jahrhunderts spaltete sich die orthodoxe Kirche, deren Mitglieder auch als Melkiten („Königstreue“) bezeichnet wurden, in Teile, die sich weiterhin an Konstantinopel orientierten – Griechisch-Orthodoxe – und solche, die sich an Rom banden – die Griechisch-Katholischen, die weiterhin Melkiten genannt wurden, im Gegensatz zu den Orthodoxen. Chabab wurde ein melkitischer griechisch-katholischer Ort. Die Erzeparchie Bosra und Hauran der Melkitischen Griechisch-Katholischen Kirche mit Sitz in der Mariä-Himmelfahrt-Kathedrale Chabab wurde 1881 durch Zusammenlegung der Erzbistümer Bosra und Hauran geschaffen. So ist die alte Kirche von Chabab bis heute melkitische Kathedrale.

## Architektur
Die Kirche hat einen rechteckigen Grundriss und ein Flachdach mit einer Kuppel in der Mitte, deren Tambour zwölf Rundbogenfenster aufweist, die Licht ins Innere der Kirche lassen. Der Glockenturm mit rechteckigem Querschnitt steht auf der westlichen Ecke des Gebäudes. Auf der zentralen Kuppel und der Kuppel des Glockenturms stehen zwei gleich große Kreuze. Auf Nordwestseite befindet sich ein Laubengang mit fünf Spitzbögen und Eingangstür darunter, auf der Südwestseite (entgegengesetzt zum Altar) mit drei Bögen.

## Bistum und Bischof
Die griechisch-katholische Kathedrale von Chabab ist Sitz der Erzeparchie Bosra und Hauran (Archidioecesis Bostrensis et Auranensis Graecorum Melkitarum) im südlichsten Teil Syriens, die aus dem ehemaligen Erzbistum Bosra hervorging. Sie umfasst im Jahr 2017 etwa 10.000 Gläubige in 29 Parochien mit 15 Priestern. Eparch ist seit dem 1. Februar 2019 der am 27. September 1970 geborene Erzbischof Elias El-Debei.